# Porta San Paolo
La Porta San Paolo, anciennement appelée Porta Ostiensis en raison de la via Ostiense qui démarrait là vers Ostia, est une porte du mur d'Aurélien à Rome (Italie) située entre la Porta Ardeatina à l'est et la Porta Portuensis à l'ouest. C'est l'une des portes de Rome les mieux conservées.

## Histoire
Cette porte importante de la ville a été percée sous Maxence : Elle possède deux tours de défense cylindriques et deux entrées construites sous Flavius Honorius vers 401-403. Lors du siège de la ville de 549 par les Ostrogoths, Totila pénètre dans Rome par cette porte à la suite de la trahison de la garnison.
Elle a été renommée Porta San Paolo en raison de sa proximité avec la Basilique Saint-Paul-hors-les-murs.

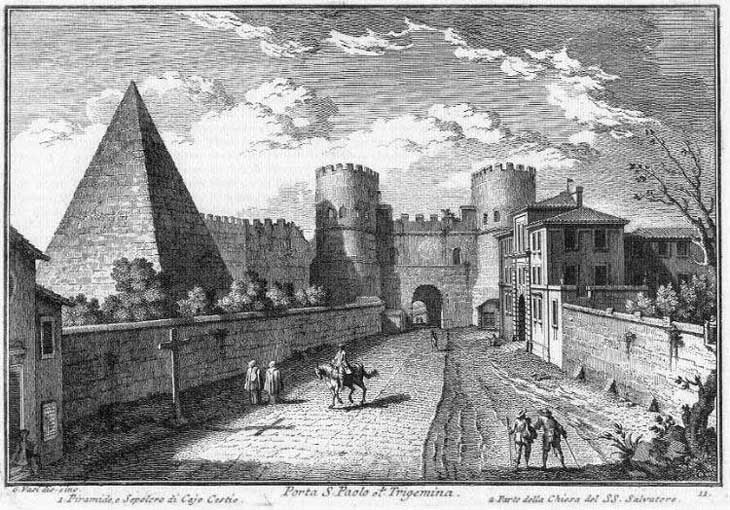
La porta Ostiensis et la pyramide de Cestius sur une gravure de Giuseppe Vasi.